# Le Loroux
Le Loroux is een gemeente in het Franse departement Ille-et-Vilaine (regio Bretagne) en telt 520 inwoners (1999). De plaats maakt deel uit van het arrondissement Fougères-Vitré.

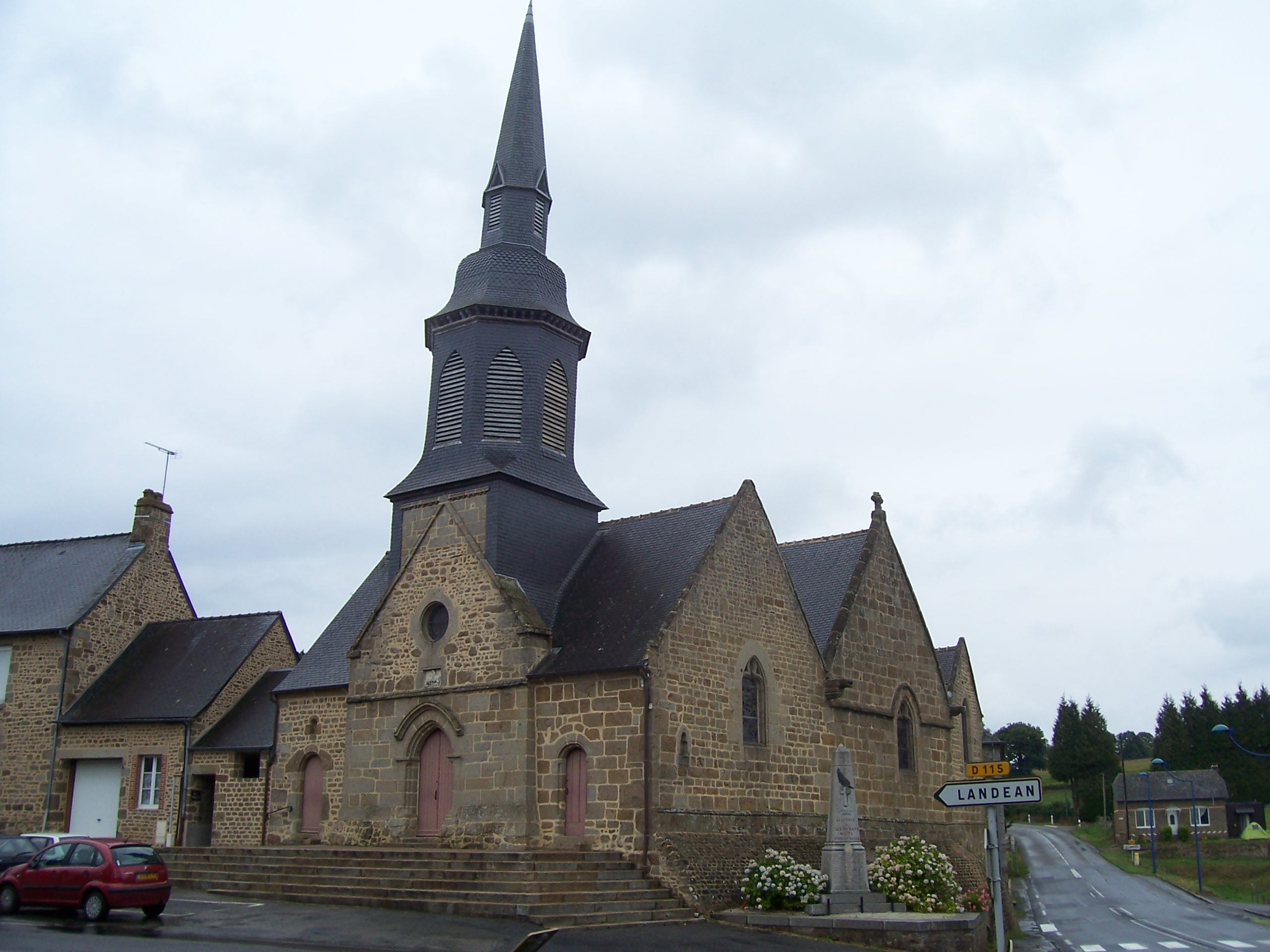
Kerk in Le Loroux
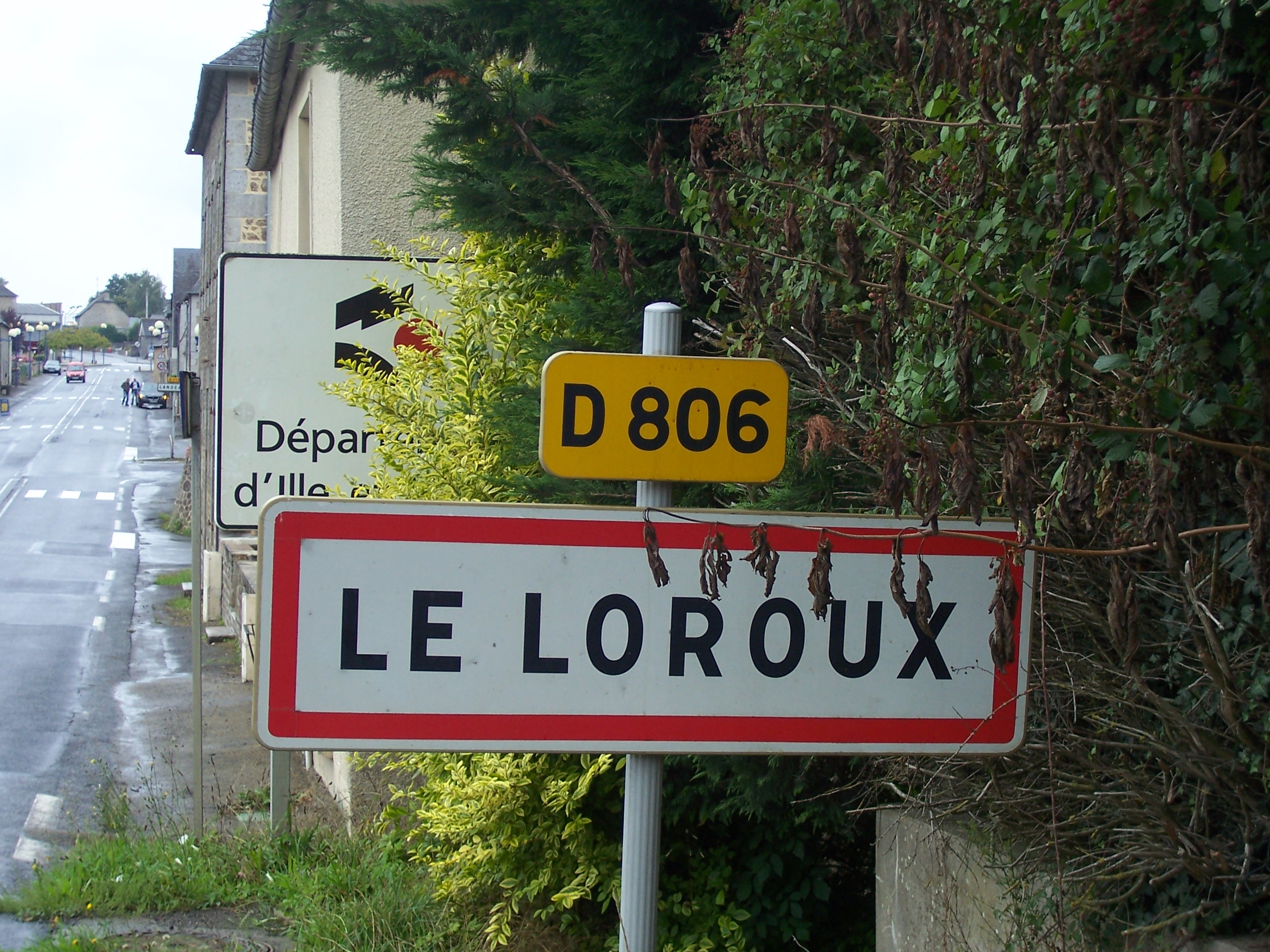
Le Loroux
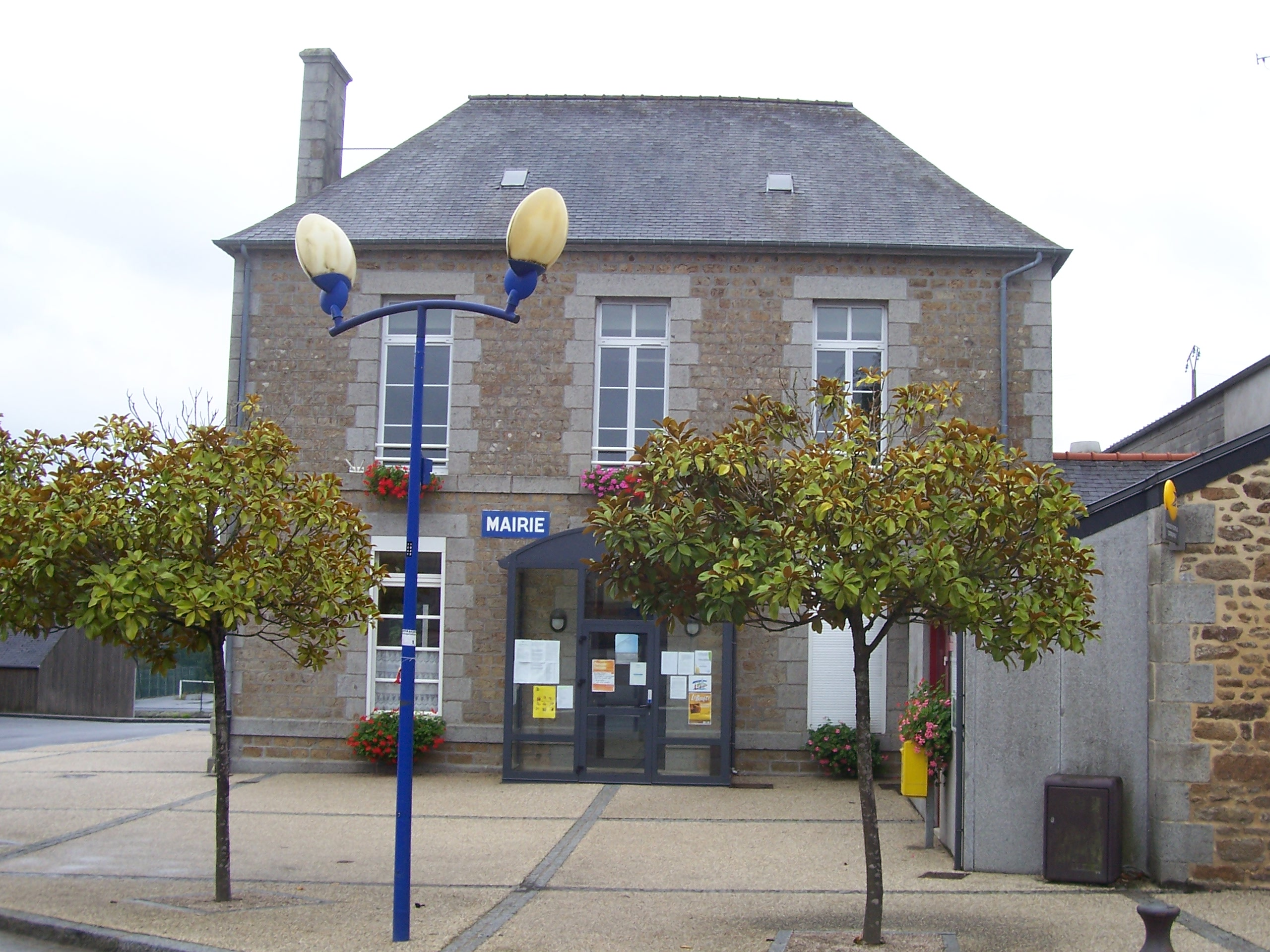
Gemeentehuis

## Geografie
De oppervlakte van Le Loroux bedraagt 11,4 km², de bevolkingsdichtheid is 45,6 inwoners per km².
De onderstaande kaart toont de ligging van Le Loroux met de belangrijkste infrastructuur en aangrenzende gemeenten.

## Demografie
Onderstaande figuur toont het verloop van het inwonertal (bron: INSEE-tellingen).

1. ↑  Populations de référence 2022.